# Big Noyd
Тайюань Акім Перрі (англ. TaJuan Akeem Perry, нар. 7 травня 1975, Нью-Йорк, Нью-Йорк, США), відоміший під сценічним псевдонімом Big Noyd — американський репер з Квінсбріджа, Нью-Йорк. На рахунку артиста  вісім студійних альбомів. Він тісно пов'язаний з групою Mobb Deep і присутній на всіх альбомах, крім Blood Money.

## Кар'єра
Дебютом Біг Нойда був його куплет у пісні «Stomp 'Em Out» з дебютного альбому групи Mobb Deep 1993 року, Juvenile Hell, але ширшу увагу до себе він привернув завдяки роботі над альбомом Mobb Deep 1995 року, The Infamous. Він з'явився в піснях «Right Back At You», «Give Up the Goods (Just Step)» та «Party Over». Пізніше він пояснив, що отримав свій перший контракт на 300 тисяч доларів від лейбла Tommy Boy Records завдяки своєму куплету в пісні «Give Up the Goods (Just Step)».
Дебютний сольний альбом Біг Нойда під назвою Episodes of a Hustla, записаний за підтримки групи Mobb Deep, вийшов 1996 року на лейблі Tommy Boy Records. Альбом і два сингли з нього, «Recognize & Realize" та «Usual Suspects", мали успіх у чартах Billboard. Але під час виходу альбому Нойд перебував у в'язниці. Згідно з репером Prodigy, альбом було продано «невтішними 30 тисяч копій». На думку журналіста Алекса Хендерсона з AllMusic, на альбомі «Нойд використовує насильницькі, тривожні образи, щоб створити атмосферу, але на відміну від Ice-T або Ice Cube, він більше зацікавлений у тому, щоб показати свої навички, що римують, ніж зробити загальну заяву про життя у бідних районах міста». 1999 року Big Noyd знявся у фільмі Murda Muzik, який був знятий на підтримку виходу нового альбому Mobb Deep з однойменною назвою. Big Noyd відіграє роль репера на ім'я «Fresh», що виріс у суворих умовах житлового кварталу Queensbridge. Фільм вийшов на DVD через п'ять років, в 2004.
У 2003 році Big Noyd повернувся зі своїм другим альбомом Only The Strong. Цей альбом, як і його дебют, мав багато гостьових участей від Mobb Deep. Альбом мав успіх у чартах. Нойд приписує низькі продажі альбому лейблу Landspeed Records, який заявив про банкрутство в судовому процесі, що не має відношення до справи, як тільки альбом вийшов. 2005 року Big Noyd випустив свій третій альбом On the Grind, в якому також багато появ учасників групи Mobb Deep. Альбом вийшов на незалежному лейблі Monopolee Records, який допоміг Нойду випустити альбом під своїм повним контролем, запобігаючи проблемам, які траплялися з Landspeed Records та Tommy Boy Records. Він заснував свій лейбл Noyd Inc. в 2007 році.
У 2008 році Big Noyd випустив на незалежному лейблі Koch Records свій шостий студійний альбом Illustrious. На відміну від попередніх робіт, гурт Mobb Deep не брав участі в записі альбому. Виконавчим продюсером альбому був Lil' Fame з реп-групи M.O.P. У 2010 Big Noyd видав свій черговий альбом без участі Mobb Deep під назвою Queens Chronicle, який на сьогоднішній день залишається останнім альбомом в його кар'єрі.

## Особисте життя
Біг Нойд пуерториканського та афроамериканського походження. У нього є донька, яка живе в Квінсбриджі.

## Дискографія
| Рік  | Альбом                                          | Деталі альбому | Позиції у чартах                   | Позиції у чартах                   | Позиції у чартах                   |
| Рік  | Альбом                                          | Деталі альбому | Top R&B/Hip-Hop Albums (Billboard) | Top Independent Albums (Billboard) | Top Heatseekers Albums (Billboard) |
| ---- | ----------------------------------------------- | --- | ---------------------------------- | ---------------------------------- | ---------------------------------- |
| 1996 | Episodes of a Hustla                            | - Вийшов: 16 вересня 1996 - Лейбл: Tommy Boy Records - Формат: касета, LP, CD - Сингли: «Recognize & Realize (Remix)», «Usual Suspects» | 59                                 | -                                  | -                                  |
| 2003 | Only the Strong                                 | - Вийшов: 23 вересня 2003 - Лейбл: Landspeed Records - Формат: LP, CD                                                                   | 45                                 | 27                                 | 36                                 |
| 2005 | On the Grind                                    | - Вийшов: 25 січня 2005 - Лейбл: Monopolee Records - Формат: LP, CD, завантаження - Сингли: «Off The Wall», «Come Thru»                 | -                                  | -                                  | -                                  |
| 2006 | The Stick Up Kid                                | - Вийшов: 22 серпня 2006 - Лейбл: Traffic Entertainment Group - CD, завантаження                                                        | -                                  | -                                  | -                                  |
| 2007 | Big Noyd – Presents: The Co-Defendants Volume 1 | - Вийшов: 24 квітня 2007 - Лейбл: Traffic Entertainment Group - CD, завантаження                                                        | -                                  | -                                  | -                                  |
| 2008 | Illustrious                                     | - Вийшов: 22 січня 2008 - Лейбл: Koch Records - CD, завантаження - Сингли: «Things Done Changed»                                        | -                                  | 44                                 | 13                                 |
| 2008 | Street Kings                                    | - Вийшов: 23 вересня 2008 - Лейбл: Noyd Inc. - CD, завантаження                                                                         | -                                  | -                                  | -                                  |
| 2010 | Queens Chronicle                                | - Вийшов: 2 лютого 2010 - Лейбл: Noyd Inc. - CD, завантаження                                                                           | -                                  | -                                  | -                                  |

### Сингли
| Рік  | Сингл                                                   | Позиції у чартах  | Позиції у чартах      | Позиції у чартах              | Позиції у чартах | Позиції у чартах        | Альбом                                      |
| Рік  | Сингл                                                   | Billboard Hot 100 | Hot R&B/Hip-Hop Songs | Hot R&B/Hip-Hop Singles Sales | Hot Rap Songs    | Hot Dance Singles Sales | Альбом                                      |
| ---- | ------------------------------------------------------- | ----------------- | --------------------- | ----------------------------- | ---------------- | ----------------------- | ------------------------------------------- |
| 1996 | «Recognize & Realize» (feat. Mobb Deep)                 | -                 | 88                    | -                             | 48               | 23                      | Big Noyd — Episodes of a Hustla             |
| 1996 | «Usual Suspects»                                        | -                 | -                     | -                             | 35               | 31                      | Big Noyd — Episodes of a Hustla             |
| 2002 | «The Learning (Burn)» (Mobb Deep feat. Vita & Big Noyd) | 99                | 56                    | 22                            | 14               | -                       | Mobb Deep — Infamy                          |
| 2003 | «Double Shots» (Mobb Deep feat. Big Noyd)               | -                 | 81                    | 42                            | -                | -                       | Mobb Deep — Free Agents - The Murda Mixtape |